# Haus Empte (Dülmen)

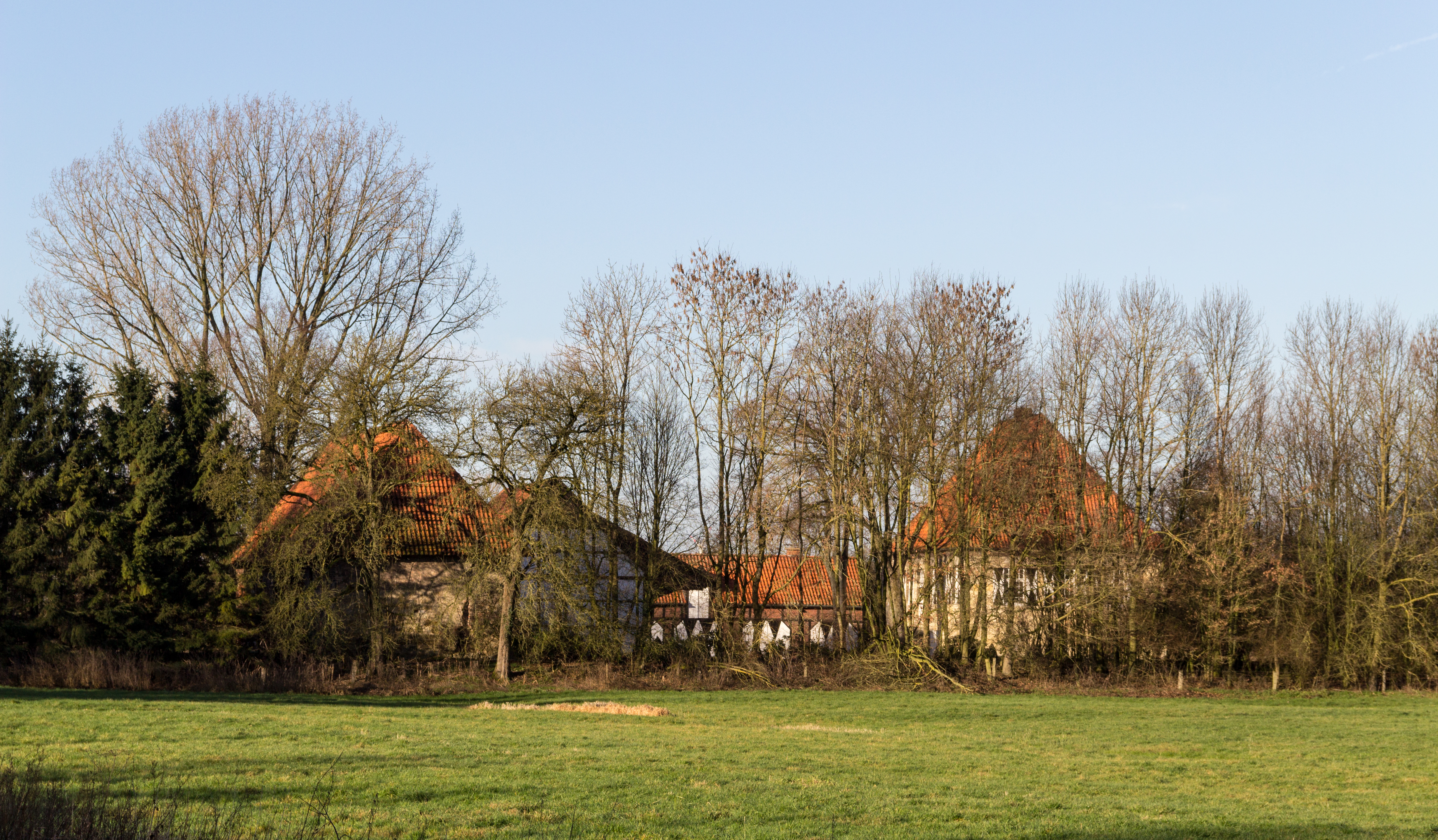
Haus Empte

Haus Empte liegt im Dülmener Ortsteil Kirchspiel in der Bauerschaft Empte zwischen dem Welter Bach und dem Karthäuser Mühlenbach. Es ist umgeben vom Naturschutzgebiet Karthäuser Mühlenbach und steht unter Denkmalschutz.

## Geschichte

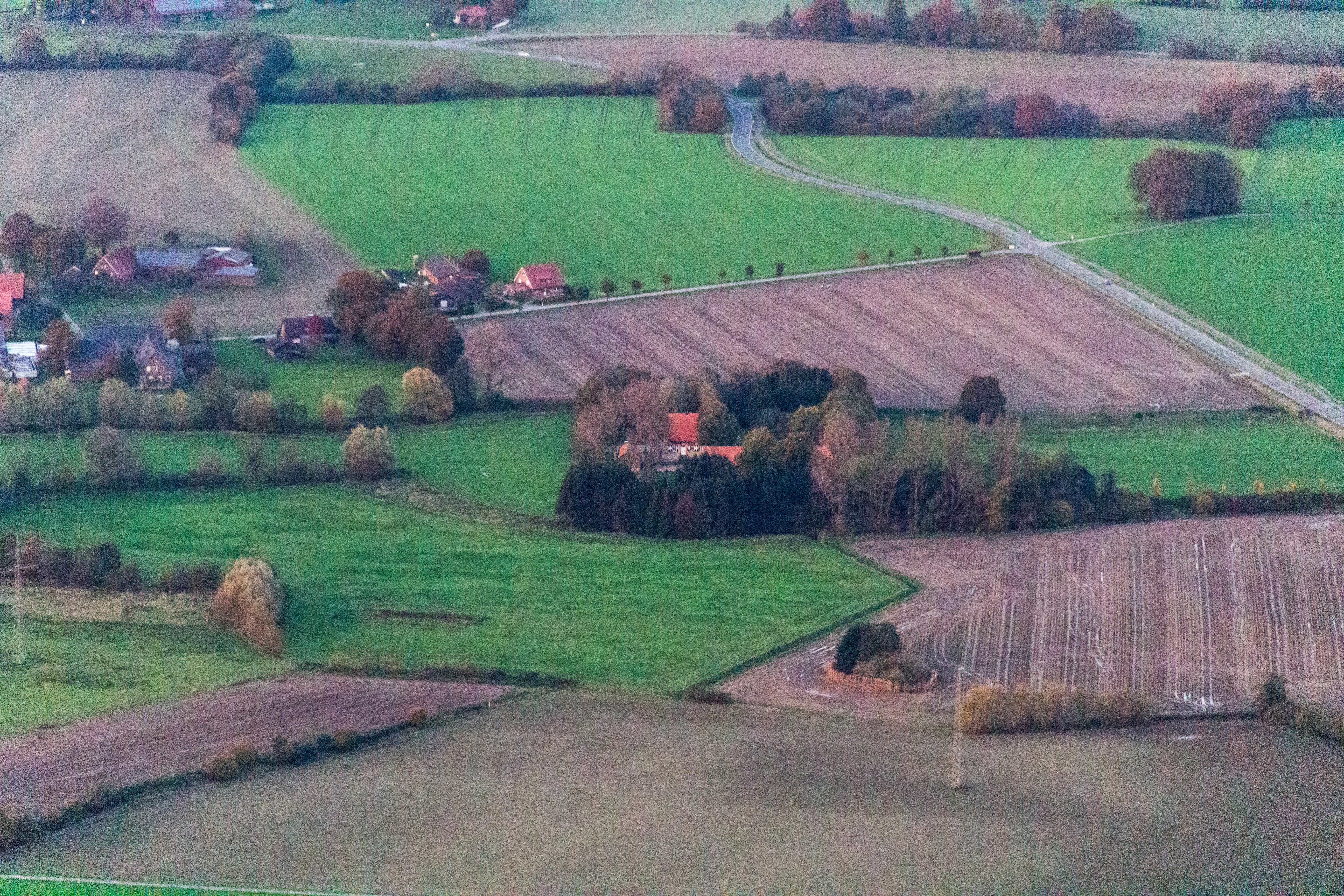

Die ersten Bewohner des Hauses Empte (um 900 Emnithi) waren ein Rittergeschlecht gleichen Namens, die Herren von Empte. Die Familie führte in Analogie den Herren von Merfeld ein schräges Gitter im Wappen. 1226 Thiderik von Emete zählt als erster Namensträger. Er war ebenso im Besitz eines Burglehens zu Haus Dülmen. Letzter Namensträger war 1450 Johan von Emete. Seine Erbtochter Olderadis bringt das Anwesen mit in die Ehe mit Dietherich von Hamern zu Billerbeck.
Eine der ersten Erwähnungen besagt 1478, dass Ritter Dietrich von Horst in den Besitz des Hauses kam. Zwischen 1481 und 1619 gehörte das Anwesen dann Goswin von Raesfeld zu Ostendorf. So entstand die Linie Raesfeld zu Em(p)te. Nach dem Aussterben der Linie kam das Gutshaus zu den Herren von Raesfeld zu Visbeck, ebenso im heutigen Kirchspiel. Die Herren von Westerholt zu Hackfurt nahmen 1633 das Haus in ihren Besitz.
1708 wechselten erneut der Besitzer, jetzt die Familie von Merveldt – zusammen mit  Schloss Lembeck. Sie erneuerten das Herrenhaus. Zwischen 1767 und 1770 entstand so ein Neubau, dessen Obergeschoss jedoch im 19. Jahrhundert wieder abgerissen wurde. Das einstöckige, aus Bruchstein bestehende Haus besteht in der damaligen Bausubstanz bis heute. Es verfügt an der Längsseite über 7 Achsen, das Dach hat die Form eines Walmdaches. Der Wassergraben in Gestalt eines doppelten Grabenrings wurde zugeschüttet, das Torhaus stammt aus einer älteren Bauepoche.